# DDR-Einzelmeisterschaft im Schach 1978
Die 27. DDR-Einzelmeisterschaft im Schach fand im Februar 1978 statt. Das Turnier der Herren wurde in Eggesin ausgetragen, die Damen spielten zur gleichen Zeit im wenige Kilometer entfernten Torgelow.

## Allgemeines
Die Teilnehmer hatten sich über das sogenannte Dreiviertelfinale sowie ein System von Vorberechtigungen und Freiplätzen für diese Meisterschaft qualifiziert.

## Meisterschaft der Herren
Sportlicher Höhepunkt des Turniers war der überragende Erfolg von Großmeister Rainer Knaak, der nur zwei Unentschieden abgab und mit riesigem Vorsprung gewann. Auch Ex-Meister Lutz Espig distanzierte auf Platz 2 das übrige Feld deutlich. Er blieb ebenfalls ungeschlagen. Positive Überraschung war Platz 3 für Joachim Brüggemann, während Uhlmann, Liebert und vor allem Möhring deutlich unter den Erwartungen blieben. Letzterer setzte allerdings seine lückenlose Serie bei DDR-Meisterschaften mit nunmehr 18 Teilnahmen in Folge fort.
Der Spieler Christian Syré zog sich nach fünf gespielten Runden wegen Krankheit zurück. Seine Ergebnisse wurden aus der Wertung genommen. Er hatte zu diesem Zeitpunkt vier Niederlagen (Möhring, T. Espig, Okrajek, Vogt) sowie ein Remis (L. Espig) zu Buche stehen.
Hauptschiedsrichter war Paul Werner Wagner.

### Abschlusstabelle
|    | Teilnehmer                              | 01 | 02 | 03 | 04 | 05 | 06 | 07 | 08 | 09 | 10 | 11 | 12 | 13 | 14 | 15 | Punkte |
| -- | --------------------------------------- | -- | -- | -- | -- | -- | -- | -- | -- | -- | -- | -- | -- | -- | -- | -- | ------ |
| 01 | Rainer Knaak (SG Leipzig)               |    | ½  | 1  | ½  | 1  | 1  | 1  | 1  | 1  | 1  | 1  | 1  | 1  | 1  | 1  | 13     |
| 02 | Lutz Espig (Buna Halle-Neustadt)        | ½  |    | ½  | ½  | ½  | ½  | 1  | ½  | ½  | 1  | 1  | 1  | 1  | ½  | 1  | 10     |
| 03 | Joachim Brüggemann (Funkwerk Erfurt)    | 0  | ½  |    | ½  | 1  | ½  | 1  | 1  | ½  | 0  | ½  | ½  | ½  | 1  | ½  | 08     |
| 04 | Lothar Vogt (Vorwärts Weißenfels)       | ½  | ½  | ½  |    | ½  | ½  | ½  | 0  | ½  | 0  | 1  | 1  | ½  | 1  | 1  | 08     |
| 05 | Peter Hesse (Motor SO Magdeburg)        | 0  | ½  | 0  | ½  |    | ½  | ½  | 1  | ½  | 1  | ½  | ½  | ½  | 1  | 1  | 08     |
| 06 | Wolfram Heinig (SG Leipzig)             | 0  | ½  | ½  | ½  | ½  |    | 0  | ½  | ½  | ½  | ½  | ½  | 1  | 1  | 1  | 07½    |
| 07 | Wolfgang Uhlmann (Post Dresden)         | 0  | 0  | 0  | ½  | ½  | 1  |    | 1  | ½  | 1  | ½  | 0  | 0  | 1  | 1  | 07     |
| 08 | Heinz Liebert (Buna Halle-Neustadt)     | 0  | ½  | 0  | 1  | 0  | ½  | 0  |    | ½  | 1  | 1  | ½  | ½  | ½  | 1  | 07     |
| 09 | Thomas Espig (Greika Greiz)             | 0  | ½  | ½  | ½  | ½  | ½  | ½  | ½  |    | 0  | ½  | ½  | ½  | 1  | ½  | 06½    |
| 10 | Peter Enders (Lok Naumburg)             | 0  | 0  | 1  | 1  | 0  | ½  | 0  | 0  | 1  |    | 0  | 1  | ½  | 0  | 1  | 06     |
| 11 | Olaf Raitza (Vorwärts Demen)            | 0  | 0  | ½  | 0  | ½  | ½  | ½  | 0  | ½  | 1  |    | ½  | ½  | ½  | 1  | 06     |
| 12 | Günther Möhring (Chemie Lützkendorf)    | 0  | 0  | ½  | 0  | ½  | ½  | 0  | 1  | ½  | ½  | ½  |    | 1  | 0  | ½  | 05½    |
| 13 | Bodo Starck (AdW Berlin)                | 0  | 0  | ½  | ½  | ½  | 0  | 1  | ½  | ½  | ½  | ½  | 0  |    | ½  | ½  | 05½    |
| 14 | Alexander Okrajek (Fortschritt Cottbus) | 0  | ½  | 0  | 0  | 0  | 0  | 0  | ½  | 0  | 1  | ½  | 1  | ½  |    | ½  | 04½    |
| 15 | Hans Bodach (Lok Dresden)               | 0  | 0  | ½  | 0  | 0  | 0  | 0  | 0  | ½  | 0  | 0  | ½  | ½  | ½  |    | 02½    |

### Dreiviertelfinale
Das Dreiviertelfinale der Herren fand im Sommer 1977 im Schachdorf Ströbeck statt. Schiedsrichter war Werner Schreyer. Im Bericht der Zeitschrift Schach wird die große Ausgeglichenheit der Starterfelder hervorgehoben. Mit Enders und Belke gaben erneut zwei 14-jährige Talente ihren Einstand auf dieser Turnierstufe.
Gruppe A
|   | Teilnehmer                              | 01 | 02 | 03 | 04 | 05 | 06 | 07 | 08 | 09 | Punkte |
| - | --------------------------------------- | -- | -- | -- | -- | -- | -- | -- | -- | -- | ------ |
| 1 | Hans Bodach (Stahl Riesa)               |    | 1  | 1  | 1  | ½  | 1  | 0  | 0  | ½  | 5      |
| 2 | Thomas Espig (Greika Greiz)             | 0  |    | 0  | 1  | 1  | ½  | ½  | 1  | 1  | 5      |
| 3 | Peter Hesse (Motor SO Magdeburg)        | 0  | 1  |    | 0  | 1  | ½  | 1  | 0  | 1  | 4½     |
| 4 | Günter Walter (Lok Brandenburg)         | 0  | 0  | 1  |    | 1  | ½  | ½  | 1  | ½  | 4½     |
| 5 | Lothar Kollberg (AdW Berlin)            | ½  | 0  | 0  | 0  |    | 1  | ½  | 1  | 1  | 4      |
| 6 | Peter Babrikowski (Vorwärts Strausberg) | 0  | ½  | ½  | ½  | 0  |    | ½  | 1  | 1  | 4      |
| 7 | Becker (Motor Wernigerode)              | 1  | ½  | 0  | ½  | ½  | ½  |    | ½  | 0  | 3½     |
| 8 | Ulrich Kobe (EVB/Funkwerk Erfurt)       | 1  | 0  | 1  | 0  | 0  | 0  | ½  |    | ½  | 3      |
| 9 | Erwin Böhm (Lok Dresden)                | ½  | 0  | 0  | ½  | 0  | 0  | 1  | ½  |    | 2½     |

Gruppe B
|    | Teilnehmer                           | 01 | 02 | 03 | 04 | 05 | 06 | 07 | 08 | 09 | 10 | Punkte |
| -- | ------------------------------------ | -- | -- | -- | -- | -- | -- | -- | -- | -- | -- | ------ |
| 01 | Bodo Starck (AdW Berlin)             |    | ½  | 1  | ½  | 1  | ½  | 1  | 1  | 0  | 1  | 6½     |
| 02 | Wolfram Heinig (SG Leipzig)          | ½  |    | 1  | ½  | 0  | 1  | 1  | 1  | 1  | ½  | 6½     |
| 03 | Olaf Raitza (Vorwärts Stallberg)     | 0  | 0  |    | 1  | 1  | ½  | 1  | ½  | 1  | 1  | 6      |
| 04 | Wolfgang Thormann (AdW Berlin)       | ½  | ½  | 0  |    | 1  | 1  | ½  | 1  | 1  | ½  | 6      |
| 05 | Bernd Baum (Traktor Gehren)          | 0  | 1  | 0  | 0  |    | 0  | 1  | 1  | 1  | 1  | 5      |
| 06 | Klaus Müller (Greika Greiz)          | ½  | 0  | ½  | 0  | 1  |    | 0  | ½  | 1  | ½  | 4      |
| 07 | Wilfried Heinsohn (Lok Schwerin)     | 0  | 0  | 0  | ½  | 0  | 1  |    | ½  | 1  | ½  | 3½     |
| 08 | Joachim Fechner (Post Berlin)        | 0  | 0  | ½  | 0  | 0  | ½  | ½  |    | 1  | 1  | 3½     |
| 09 | Frank Belke (Post Dresden)           | 1  | 0  | 0  | 0  | 0  | 0  | 0  | 0  |    | 1  | 2      |
| 10 | Hartmut Schulz (Vorwärts Strausberg) | 0  | ½  | 0  | ½  | 0  | ½  | ½  | 0  | 0  |    | 2      |

Gruppe C
|   | Teilnehmer                              | 01 | 02 | 03 | 04 | 05 | 06 | 07 | 08 | 09 | Punkte |
| - | --------------------------------------- | -- | -- | -- | -- | -- | -- | -- | -- | -- | ------ |
| 1 | Christian Syré (Post Dresden)           |    | ½  | ½  | 1  | 0  | 1  | ½  | 1  | 1  | 5½     |
| 2 | Alexander Okrajek (Fortschritt Cottbus) | ½  |    | ½  | 1  | ½  | ½  | ½  | 1  | 1  | 5½     |
| 3 | Joachim Brüggemann (Funkwerk Erfurt)    | ½  | ½  |    | 0  | 0  | 1  | 1  | 1  | 1  | 5      |
| 4 | Peter Enders (Lok Naumburg)             | 0  | 0  | 1  |    | ½  | ½  | 1  | 1  | 1  | 5      |
| 5 | Harald Darius (Motor SO Magdeburg)      | 1  | ½  | 1  | ½  |    | 0  | 0  | 1  | ½  | 4½     |
| 6 | Fritz Baumbach (AdW Berlin)             | 0  | ½  | 0  | ½  | 1  |    | 1  | ½  | 1  | 4½     |
| 7 | Gerd Lorenz (Lok Karl-Marx-Stadt)       | ½  | ½  | 0  | 0  | 1  | 0  |    | 0  | 1  | 3      |
| 8 | Horst Broberg (SG Leipzig)              | 0  | 0  | 0  | 0  | 0  | ½  | 1  |    | ½  | 2      |
| 9 | Kurt Litkiewicz (Lok Rostock)           | 0  | 0  | 0  | 0  | ½  | 0  | 0  | ½  |    | 1      |

## Meisterschaft der Damen
Durch die Abwesenheit einer Reihe von Spitzenspielerinnen konzentrierte sich die Meisterschaft auf den Zweikampf zwischen der dreimaligen Meisterin der letzten vier Jahre Petra Feustel und Brigitte Hofmann, die 1975 diese Siegesserie durchbrochen hatte. Beide dominierten das Feld klar, kamen punktgleich ein und mussten somit erneut einen Stichkampf bestreiten. Eveline Nünchert blieb zwar ungeschlagen, konnte aber wegen einiger Remispartien zu viel das Tempo der beiden Spitzenreiterinnen nicht mithalten.
Hauptschiedsrichter war Arthur Gröbe aus Dresden.

### Abschlusstabelle
|     | Teilnehmer                             | 01 | 02 | 03 | 04 | 05 | 06 | 07 | 08 | 09 | 10 | 11 | 12 | 13 | 14 | Punkte |
| --- | -------------------------------------- | -- | -- | -- | -- | -- | -- | -- | -- | -- | -- | -- | -- | -- | -- | ------ |
| 1/2 | Brigitte Hofmann (Buna Halle-Neustadt) |    | ½  | ½  | 1  | 0  | ½  | 1  | 1  | 1  | 1  | 1  | 1  | 1  | 1  | 10½    |
| 1/2 | Petra Feustel (SG Leipzig)             | ½  |    | ½  | ½  | 1  | 1  | 1  | 1  | 1  | ½  | 1  | 1  | ½  | 1  | 10½    |
| 03  | Eveline Nünchert (PH/Empor Potsdam)    | ½  | ½  |    | ½  | 1  | ½  | ½  | ½  | ½  | 1  | 1  | ½  | 1  | 1  | 09     |
| 04  | Gesine Camin (Motor Wernigerode)       | 0  | ½  | ½  |    | ½  | ½  | 0  | 1  | ½  | ½  | 1  | 1  | 1  | 1  | 08     |
| 05  | Martina Keller (MK Allstedt)           | 1  | 0  | 0  | ½  |    | 0  | ½  | 1  | 1  | ½  | 0  | 1  | 1  | 1  | 07½    |
| 06  | Hannelore Kube (Medizin Erfurt)        | ½  | 0  | ½  | ½  | 1  |    | ½  | ½  | ½  | 1  | ½  | 1  | 0  | ½  | 07     |
| 07  | Diana Walther (Metall Gera)            | 0  | 0  | ½  | 1  | ½  | ½  |    | ½  | 0  | ½  | ½  | 0  | 1  | 1  | 06     |
| 08  | Heidrun Bade (PH/Empor Potsdam)        | 0  | 0  | ½  | 0  | 0  | ½  | ½  |    | 1  | 1  | ½  | ½  | 1  | ½  | 06     |
| 09  | Martina Müller (Lok Karl-Marx-Stadt)   | 0  | 0  | ½  | ½  | 0  | ½  | 1  | 0  |    | 0  | ½  | 1  | 1  | ½  | 05½    |
| 10  | Constanze Jahn (Post Crimmitschau)     | 0  | ½  | 0  | ½  | ½  | 0  | ½  | 0  | 1  |    | 0  | ½  | 1  | 1  | 05½    |
| 11  | Cornelia Hobusch (Stahl Hettstedt)     | 0  | 0  | 0  | 0  | 1  | ½  | ½  | ½  | ½  | 1  |    | ½  | 0  | 1  | 05½    |
| 12  | Gudula Jahn (Post Crimmitschau)        | 0  | 0  | ½  | 0  | 0  | 0  | 1  | ½  | 0  | ½  | ½  |    | ½  | 1  | 04½    |
| 13  | Iris Bröder (Lok Halle)                | 0  | ½  | 0  | 0  | 0  | 1  | 0  | 0  | 0  | 0  | 1  | ½  |    | 1  | 04     |
| 14  | Doris Reschke (Lok RAW Cottbus)        | 0  | 0  | 0  | 0  | 0  | ½  | 0  | ½  | ½  | 0  | 0  | 0  | 0  |    | 01½    |

#### Stichkampf
Der Stichkampf fand im Juni 1978 in Berlin-Grünau statt. Brigitte Hofmann siegte mit 2 : 1 gegen Petra Feustel und sicherte sich damit ihren zweiten Meistertitel. Sie gewann die zweite Partie, die erste und dritte endeten remis. Damit war die Entscheidung bereits gefallen, denn aufgrund der besseren Feinwertung (Anzahl der Gewinnpartien) im Meisterschaftsturnier hätte Brigitte Hofmann ein Unentschieden im Stichkampf über
vier Partien genügt.

### Dreiviertelfinale
Das Dreiviertelfinale der Damen fand im Sommer 1977 in Ludwigslust statt. In der Fachpresse wurde vor allem der Gruppensieg von Doris Reschke hervorgehoben, spielte sie doch ihr erstes überregionales Einzelturnier.
Gruppe A
|   | Teilnehmer                                | 01 | 02 | 03 | 04 | 05 | 06 | 07 | 08 | Punkte |
| - | ----------------------------------------- | -- | -- | -- | -- | -- | -- | -- | -- | ------ |
| 1 | Doris Reschke (Lok RAW Cottbus)           |    | 1  | ½  | 1  | 0  | ½  | 1  | 1  | 5      |
| 2 | Eveline Nünchert (PH Potsdam)             | 0  |    | ½  | ½  | 1  | 1  | 1  | 1  | 5      |
| 3 | Petra Gaffron (Motor Gohlis Nord Leipzig) | ½  | ½  |    | ½  | 0  | 1  | 1  | 1  | 4½     |
| 4 | Ines Starck (AdW Berlin)                  | 0  | ½  | ½  |    | ½  | 1  | 1  | 1  | 4½     |
| 5 | Monika Melzer (Lok Karl-Marx-Stadt)       | 1  | 0  | 1  | ½  |    | 0  | ½  | 1  | 4      |
| 6 | Jutta Elvert (Empor Barby)                | ½  | 0  | 0  | 0  | 1  |    | ½  | ½  | 2½     |
| 7 | Birgit Boldt (Post Ludwigslust)           | 0  | 0  | 0  | 0  | ½  | ½  |    | ½  | 1½     |
| 8 | Gisela Mayer (Chemie Ilmenau)             | 0  | 0  | 0  | 0  | 0  | ½  | ½  |    | 1      |

Gruppe B
|   | Teilnehmer                            | 01 | 02 | 03 | 04 | 05 | 06 | 07 | 08 | Punkte |
| - | ------------------------------------- | -- | -- | -- | -- | -- | -- | -- | -- | ------ |
| 1 | Cornelia Hobusch (Stahl Hettstedt)    |    | ½  | 1  | ½  | 1  | 1  | ½  | 1  | 5½     |
| 2 | Heidrun Bade (PH Potsdam)             | ½  |    | 1  | ½  | ½  | 1  | 1  | 1  | 5½     |
| 3 | Renate Scherner (Chemie Köpenick)     | 0  | 0  |    | 1  | 1  | 1  | 1  | 1  | 5      |
| 4 | Carola Manger (Motor Weimar)          | ½  | ½  | 0  |    | 1  | 1  | 1  | 1  | 5      |
| 5 | Birgit Sporreuter (Aktivist Staßfurt) | 0  | ½  | 0  | 0  |    | 1  | ½  | 1  | 3      |
| 6 | Gerda Reinke (Post Ludwigslust)       | 0  | 0  | 0  | 0  | 0  |    | 1  | 1  | 2      |
| 7 | Sonja Wolff (Metall Gera)             | ½  | 0  | 0  | 0  | ½  | 0  |    | 1  | 2      |
| 8 | Helga Helm (Motor Leipzig-Lindenau)   | 0  | 0  | 0  | 0  | 0  | 0  | 0  |    | 0      |

Gruppe C
|   | Teilnehmer                                 | 01 | 02 | 03 | 04 | 05 | 06 | 07 | 08 | Punkte |
| - | ------------------------------------------ | -- | -- | -- | -- | -- | -- | -- | -- | ------ |
| 1 | Gesine Camin (Motor Wernigerode)           |    | ½  | ½  | 1  | ½  | 1  | 1  | 1  | 5½     |
| 2 | Hannelore Kube (Medizin Erfurt)            | ½  |    | ½  | ½  | 1  | ½  | 1  | 1  | 5      |
| 3 | Diana Walther (Metall Gera)                | ½  | ½  |    | ½  | ½  | 1  | 1  | 1  | 5      |
| 4 | Sabine Gratias (Chemie Ilmenau)            | 0  | ½  | ½  |    | ½  | 1  | ½  | ½  | 3½     |
| 5 | Regine Braun (Chemie Köpenick)             | 0  | ½  | 0  | 0  |    | 1  | 1  | ½  | 3      |
| 6 | Ute Tschesche (SG Jasmund)                 | ½  | 0  | ½  | ½  | 0  |    | 1  | ½  | 3      |
| 7 | Silvia Geithner (Wissenschaft Paulinenaue) | 0  | 0  | 0  | ½  | 0  | 0  |    | 1  | 1½     |
| 8 | Petra Wetzel (Traktor Gnoien)              | 0  | 0  | 0  | ½  | ½  | ½  | 0  |    | 1½     |

## Jugendmeisterschaften
| Altersklasse | männlich                         | weiblich                        |
| ------------ | -------------------------------- | ------------------------------- |
| 07/08        | Mario Hackel (Post Crimmitschau) | Jana Spielmann (Chemie Guben)   |
| 09/10        | Henrik Teske (Motor Suhl)        | Beatrix Schwender (Mühltroff)   |
| 11/12        | Libor Titscher (TSG Wittenberg)  | Kerstin Topel (MoGoNo Leipzig)  |
| 13/14        | Frank Belke (Post Dresden)       | Birgit Gaffron (MoGoNo Leipzig) |
| Jugend       | Jens Lang (Buna Halle-Neustadt)  | Diana Walther (Metall Gera)     |